# Deutscher Lehrerverband

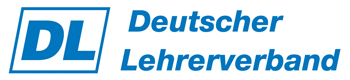
Logo des Deutschen Lehrerverbands

Der Deutsche Lehrerverband (DL) bezeichnet sich als die größte Lehrerorganisation außerhalb der Gewerkschaften des Deutschen Gewerkschaftsbundes (DGB). Er vertritt nach eigenen Angaben mittelbar über seine vier Mitgliedsverbände 165.000 Lehrer. Diese gehören alle dem Deutschen Beamtenbund an. Der Sitz ist in der Dominicusstraße 3 in Berlin-Schöneberg. Der Verband bezeichnet sich als „weltanschaulich neutraler, überkonfessioneller und parteipolitisch unabhängiger Dachverband“.
Zwar zum Deutschen Beamtenbund, aber nicht zum DL gehört der Verband Bildung und Erziehung (VBE) mit 164.000 Mitgliedern. Er ist nach der GEW (280.000 Mitglieder) zweitgrößter Lehrerverband in Deutschland. 

## Organisation
Das Präsidium des DL setzt sich aus dem Präsidenten, dem Schatzmeister sowie den Vorsitzenden der vier Mitgliedsverbände zusammen.
Mitglieder des Deutschen Lehrerverbands sind:
- Deutscher Philologenverband e. V. (DPhV) für Lehrer aller Fächer an Gymnasien[3]
- Verband Deutscher Realschullehrer (VDR) für Lehrer der Real- und Gemeinschaftsschulen[4]
- Bundesverband der Lehrkräfte für Berufsbildung e. V. (BvLB) für Lehrer an beruflichen Schulen
- Katholische Erziehergemeinschaft Deutschlands (KEG) für Erzieher und Lehrer an Grundschulen

## Geschichte
Ein Vorläufer war die Gemeinschaft Deutscher Lehrerverbände, die am 30. April 1952 in Bonn vom Deutschen Philologenverband unter Robert Monjé, vom Verband Deutscher Realschullehrer und von konfessionellen Lehrerverbänden gegründet worden war.
Der Deutsche Lehrerverband wurde 1969 in Opposition zur damals als „links“ bezeichneten Gewerkschaft Erziehung und Wissenschaft (GEW) auf Betreiben des Deutschen Philologenverbandes gegründet und hat vier Mitglieder, nämlich die ihm angehörenden Verbände. Anstoß war 1969 das Abrücken des Bayerischen Lehrer- und Lehrerinnenverbands (BLLV) von der GEW. Dessen Dachverband VBE unter Wilhelm Ebert trat daher 1976 mit ein, doch bereits 1978 wieder aus, weil er für die Gesamtschule und vor allem für die einheitliche Bezahlung aller Lehrkräfte dort keine Sympathien fand.
Zum 1. April 2017 wurde die Katholische Erziehergemeinschaft Deutschlands (KEG) ein weiterer Mitgliedsverband mit nach Selbstauskunft 10.000 Mitgliedern, wodurch der DL nach eigenen Angaben sämtliche Bildungsbereiche von den vorschulischen Einrichtungen bis zur Sekundarstufe II repräsentiert. Lehrer an Förderschulen und an Gesamtschulen sind allerdings nicht repräsentiert; die Repräsentanz von Lehrern an Grundschulen sowie an Hauptschulen wird allein durch die KEG dargestellt, die nur eine sehr kleine Minderheit der Lehrer dieser Schulen organisiert.
Am 11. April 2018 verschmolzen der Bundesverband der Lehrerinnen und Lehrer an beruflichen Schulen e. V. (BLBS) und der Bundesverband der Lehrerinnen und Lehrer an Wirtschaftsschulen e. V. (VLW) für kaufmännisch ausgerichtete Lehrer zum Bundesverband der Lehrkräfte für Berufsbildung e. V. (BvLB) für Lehrer an beruflichen Schulen; dadurch sank die Mitgliederzahl wieder auf vier Verbände.

## Präsidenten
Seit 1. Juli 2023 ist Stefan Düll, stellvertretender Bundesvorsitzender im Deutschen Philologenverband DPhV und seit 2014 Direktor des Justus-von-Liebig-Gymnasiums in Neusäß, Präsident.
- 1969 bis 1984 Clemens Christians[10]
- 1984 bis 1987 Ernst Kiel[11]
- 1987 bis 2017 Josef Kraus
- 2017 bis 2023 Heinz-Peter Meidinger[9]

## Verbandsziele

### Bildungspolitische Ziele
1. Erhalt und Weiterentwicklung eines vielfältig gegliederten Schulsystems, das eine je individuelle Bildung in Hauptschule, Realschule, Gymnasium, Sonderschule oder in verschiedenen Formen berufsbildender Schulen erlaubt;
2. Stärkung des Kulturföderalismus, d. h. Verteilung der Hoheitskompetenzen im Schulbereich auf die Länder;
3. Offenheit der Schule für aktuelle Entwicklungen, z. B. Fragen der europäischen Integration, der neuen Technologien, der Ökologie,
4. optimale pädagogische und sachliche Rahmenbedingungen in den Schulen (kleine Klassen, moderne Arbeitsmittel);
5. Freiräume für Lehrer bei der Wahl der Lernziele und Lehrmethoden.

### Berufspolitische Ziele
1. der Beamtenstatus für Lehrer, der materielle und politische Unabhängigkeit garantiert, im Interesse der Funktionsfähigkeit der Schule aber auch mit einem Streikverbot für Lehrer korrespondiert;
2. eine zweiphasige, d. h. wissenschaftliche und pädagogische Ausbildung der Lehrer, die sich gleichzeitig in der Schulform orientiert, an der Lehrer später unterrichten;
3. solide Besoldungsbedingungen, die geeignet sind, den Lehrerberuf attraktiv für qualifizierte junge Leute zu machen;
4. moderne Arbeitszeitregelungen, die sich am effektiven Arbeitsaufwand in den einzelnen Schulformen orientieren;
5. Verpflichtung der Lehrer zu politischer Neutralität in der Schule;
6. Mitwirkung demokratisch legitimierter Lehrervertreter an Lehrplänen, Personalentscheidungen usw.[12]

Präsident Meidinger kritisierte unter anderem das G8 und die „Inflation der guten Noten“. Er befürwortete 2018 das Verbot des Streikrechts für verbeamtete Lehrer und ein Handyverbot an Schulen, zumindest für Schüler unter vierzehn Jahren; außerdem sprach er sich 2019 gegen eine dauerhafte Umstellung auf die Sommerzeit aus. Er plädierte außerdem für ein bundesweites Zentralabitur sowie Sprachtests bei Drei- und Vierjährigen. In einem Interview 2020 berichtete er von Einschüchterungen der Lehrer durch muslimische Eltern oder die Meldeportale der AfD. Ebenfalls 2020 äußerte er sich kritisch zu die Schulen betreffenden COVID-19-Problemen (siehe Heinz-Peter Meidinger#Bildungspolitische Aussagen).